# Lemma von Rochlin
Das Lemma von Rochlin ist in der Mathematik ein wichtiges Hilfsmittel der Ergodentheorie. 
In der Theorie dynamischer Systeme wird es verwendet, um den Phasenraum eines dynamischen Systems zu partitionieren und auf diese Weise die Dynamik des Systems untersuchen zu können. 
Es wurde 1948 von Wladimir Rochlin bewiesen. 
Unabhängig von Rochlin wurde es auch von Shizuo Kakutani bewiesen, weshalb im englischen Sprachraum auch die Bezeichnung Kakutani-Rokhlin lemma gebräuchlich ist.

## Aussage des Lemmas
Sei {\displaystyle (X,\Omega ,\mu )} ein atomloser Wahrscheinlichkeitsraum und {\displaystyle T\colon X\to X} eine invertierbare ergodische Transformation. 
Dann gibt es zu jedem {\displaystyle \epsilon >0} und jedem {\displaystyle n\in \mathbb {N} } eine messbare Teilmenge {\displaystyle A\subset X}, so dass 
{\displaystyle A,T(A),\ldots ,T^{n}(A)}
paarweise disjunkt sind und
{\displaystyle \mu (\cup _{j=0}^{n}T^{j}(A))>1-\epsilon }
gilt, wobei {\displaystyle T^{0}=\mathrm {id} _{X}} gesetzt ist.